# Xã Gower, Quận Cedar, Iowa
Xã Gower (tiếng Anh: Gower Township) là một xã thuộc quận Cedar, tiểu bang Iowa, Hoa Kỳ. Năm 2010, dân số của xã này là 539 người.